# Valdecir Amorim
Valdecir Amorim Rodrigues (Teixeira, 10 de setembro de 1941 - João Pessoa, 23 de fevereiro de 2017) foi um agrônomo e político brasileiro. Foi prefeito de Teixeira por um mandato e seis vezes deputado estadual, pelo estado da Paraíba. Morreu em João Pessoa, vítima de problemas cardíacos.